# کپر کانادایی

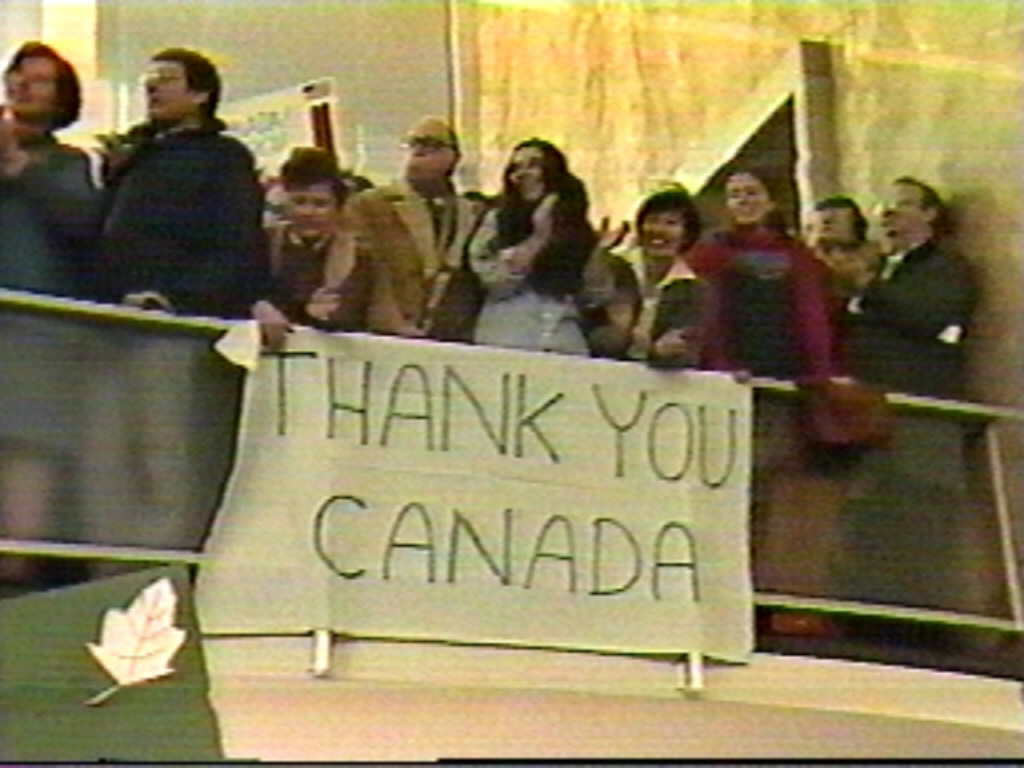
آمریکایی‌ها از کمک‌های کانادا در پناه دادن و نجات دیپلمات‌های آمریکایی در جریان گروگان‌گیری در سفارت ایالات متحده آمریکا در سال ۱۳۵۸ (۱۹۸۰) سپاسگزار بودند.

«کپر کانادایی» عملیات نجات مخفیانه‌ای بود که به‌صورت مشترک توسط دولت کانادا و سیا برای شش دیپلمات آمریکایی انجام شد که در جریان تسخیر سفارت ایالات متحده در تهران، ایران، در ۱۳ آبان ۱۳۵۸ (۴ نوامبر ۱۹۷۹)، پس از انقلاب ۱۳۵۷، از دستگیری فرار کرده بودند. دانشجویان اسلام‌گرا اکثر پرسنل سفارت آمریکا را گروگان گرفتند و خواستار بازگرداندن شاه که در آن زمان مورد حمایت آمریکا بود برای محاکمه شدند.
پس از پناه گرفتن دیپلمات‌ها توسط مأموران بریتانیا و پرسنل دیپلماتیک کانادا، دولت‌های کانادا و ایالات متحده بر روی راهبردی کار کردند تا از طریق دزدی و استفاده از پاسپورت‌های کانادایی فرار کنند. این «کپر» شامل یک افسر سیا (تونی مندز و همکارش اد جانسون) بود که به شش دیپلمات در تهران پیوستند تا یک گروه فیلم‌برداری جعلی تشکیل دهند. این گروه از شش کانادایی، یک ایرلندی و یک آمریکایی لاتین تشکیل شده بود که در حال تکمیل جستجو برای محل مناسب برای فیلم‌برداری صحنه‌ای برای فیلم علمی-تخیلی آرگو بودند‍، که درواقع تولید آن رها شده بود. صبح روز یکشنبه ۲۷ ژانویه ۱۹۸۰، تمام این گروه هشت‌نفره از کنترل گذرنامه در فرودگاه مهرآباد تهران گذشتند و سوار هواپیمای سوئیس ایر به مقصد زوریخ شدند و از ایران گریختند.
مقاله‌ای در مورد این رویدادها در وایرد در سال ۲۰۰۷ منتشر شد. این مقاله در کنار خاطراتی که مندز نوشته بود توسط کریس تریو به‌عنوان اساس فیلم آرگو در سال ۲۰۱۲ استفاده شد.
در ۱۴ سپتامبر ۲۰۲۳، به عنوان بخشی از پایان فصل پادکست فایل‌های لنگلی، سیا هویت «جولیو» را به‌عنوان اد جانسون، زبان‌شناس و متخصص در استخراج فاش کرد.

## پیش‌زمینه
با وقوع انقلاب اسلامی، محمدرضا پهلوی، شاه ایران که مورد حمایت آمریکا بود، از کشور گریخت. در میان این آشفتگی، گروهی از اسلام‌گرایان جوان، موسوم به دانشجویان مسلمان پیرو خط امام، در ۱۳ آبان ۱۳۵۸ به سفارت آمریکا در تهران یورش بردند و ده‌ها دیپلمات را دستگیر و گروگان گرفتند. آنها خواستار بازگشت شاه به ایران برای محاکمه شدند. دولت موقت اندکی پس از آن با استعفای نخست‌وزیر مهدی بازرگان و کابینه‌اش سقوط کرد.
اگرچه دولت جدید ایران اعلام کرد که گروگان‌گیران دانشجویانی بودند که به‌طور مستقل عمل می‌کردند، اما به کسانی پیوست که خواهان بازگشت شاه بودند. بیشتر گروگان‌ها تا اوایل سال ۱۹۸۱ نگهداری می‌شدند.

## پناهگاهی برای دیپلمات‌ها
رابرت آندرس، کورا آمبرن-لیجک، مارک لیجک، جوزف استافورد، کاتلین استافورد و لی شاتز شش دیپلمات آمریکایی بودند که توسط دیپلمات‌های کانادایی کن تیلور و جان شیرداون پناه گرفته‌شدند و در سال ۱۹۸۰ از تهران خارج شدند. آنها در کنسولگری، یک ساختمان جداگانه در محوطه سفارت کار می‌کردند که ایرانی‌ها از دیوار بالا رفتند. دو گروه از دیپلمات‌ها با دستور رفتن به‌سمت سفارت بریتانیا به خیابان‌های تهران گریختند: گروه آندرس (به استثنای شاتز)، به همراه دو آمریکایی که به دنبال خدمات کنسولی بودند (از جمله کیم کینگ، که بعداً یک کارمند سفارت محلی به او کمک کرد تا ویزای خروجش را دریافت کند و از ایران پرواز کند)؛ و گروه دوم، که شامل سرکنسول ریچارد مورفیلد می‌شد. گروه دوم مسیر غیرمستقیمی را پیش گرفتند و خیلی زود دستگیر شدند و به محوطه بازگردانده شدند. گروه آندرس به سفارت بریتانیا نزدیک شد، اما جمعیت عظیمی را دیدند که در مسیرشان درحال تظاهرات بودند. رابرت آندرس دیگران را به خانه‌ش دعوت کرد، زیرا او در همان نزدیکی زندگی می‌کرد.
در طی یک اودیسه شش‌روزه، گروه آندرس، با کمک آشپز تایلندی سامچای «سام» سریویونتر، از خانه‌ای به خانه‌ای دیگر می‌رفتند، از جمله یک شب که در مجتمع مسکونی بریتانیا سپری کردند. پس از سه روز، دولت بازرگان سقوط کرد و دیپلمات‌ها متوجه شدند که این مصیبت به سرعت تمام نخواهد شد. در جستجوی گزینه‌ها، آندرس با دوست قدیمی‌اش جان شیرداون، افسر مهاجرت کانادایی تماس گرفت و دعوت‌نامهٔ مشتاقانه‌ای برای کل گروه گرفت. در ۱۰ نوامبر، پنج نفر از گروه اصلی آندرس (آندرس، لیجک‌ها و استفورد ها) به اقامتگاه شیرداون رسیدند. علاوه‌بر دیدن جان و زنا شیرداون، کن تیلور سفیر کانادا از آنها استقبال کرد. استافوردها توسط تیلور به خانه‌ش برده شدند و در آنجا به همسرش پت پیوستند. سه نفر دیگر با شیرداون‌ ها ماندند. آنها در مجموع ۷۹ روز توسط دو خانواده کانادایی پناه گرفته‌شدند. در ۲۷ نوامبر، تیلور از سفیر سوئد کاج سوندبرگ تماسی دریافت کرد و از او خواست لی شاتز آمریکایی را بپذیرد. شاتز ابتدا در سفارت سوئد روی زمین خوابیده بود و بعداً در آپارتمان کنسول سوئد سیسیلیا لیتاندر اقامت گزید. با این حال، سفیر سوئد احساس کرد که شاتز بهتر است خود را یک کانادایی جا بزند. تیلور موافقت کرد و شاتز را در اقامتگاه شیرداون قرار داد.
کانادایی‌ها برای پناه دادن به آمریکایی‌ها ریسک‌های شخصی بزرگی کرده بودند و شش دیپلمات آمریکایی که در خطر بودند را در خانه‌های شخصی خود پناه دادند. دو مقام رسمی سفارتی که «دوست کشور» بودند نیز کمک کردند و یک اقامتگاه دیپلماتیک خالی از سکنه برای چندین هفته مورد استفاده قرار گرفت.[
تیلور برای کمک با فلورا مک‌دونالد، وزیر امور خارجه کانادا و جو کلارک نخست‌وزیر کانادا تماس گرفت. آنها حمایت خود را از تلاش پناهگاه اعلام کردند. آنها تصمیم گرفتند با استفاده از پاسپورت‌های کانادایی، شش آمریکایی را با یک پرواز بین‌المللی از ایران خارج کنند. برای انجام این کار، دستوری در شورا صادر شد تا چندین نسخه رسمی از گذرنامه‌های کانادایی با هویت‌های جعلی مختلف برای دیپلمات‌های آمریکایی در پناهگاه کانادا صادر شود. گذرنامه‌هایی که صادر شد حاوی مجموعه‌ای از ویزاهای جعلی ایران بود که توسط سیا برای فرار از ایران تهیه شده‌بود.

## آماده‌سازی
سازمان سیا از تونی مندز، کارشناس تغییر قیافه و فرار خود، برای درست کردن داستان پوششی، اسناد، لباس‌های مناسب و مواد برای تغییر ظاهرشان استفاده کرد. مندز از نزدیک با کارکنان دولت کانادا در اتاوا کار می‌کرد که پاسپورت‌ها و سایر مواد کمکی را از طریق یک پیک دیپلماتیک کانادایی به سفارت کانادا ارسال می‌کردند. مندز به‌همراه اد جانسون برای کمک کردن به عملیات نجات به تهران پرواز کرد. جانسون و مندز قبلاً در شعبه دفتر خدمات فنی سازمان سیا (OTS) با هم کار کرده‌بودند.
پاسپورت‌ها و هویت‌های جایگزین برای سناریوهای مختلف تهیه شده بود، اما در روی جلد انتخاب شده، شش نفر از کانادایی‌ها در حال کار روی یک خدمه هالیوودی بودند که مکان‌های فیلم را جستجو می‌کردند. پیشینه داستان مربوط به فیلمی به‌نام آرگو بود که بر اساس رمان علمی-تخیلی راجر زلازنی به‌نام خداوندگار روشنایی ساخته شده‌بود. پروژه اصلی خداوندگار روشنایی به تهیه‌کنندگی بری گلر و با بازی رزی گریر قبل از شروع فیلم‌برداری پس از اختلاس مالی رها شده بود. داستان مفهوم هنری جک کربیگونه‌ای داشت و فیلمنامه در سیاره‌ای با احساسی خاورمیانه‌ای بود که گروه می‌توانست از آن برای توجیه تمایل خود به جستجوی مکان‌ها در ایران استفاده کند.
برای اینکه پوشش باورپذیر جلوه کند، مندز از جان چمبرز، چهره‌پرداز کهنه‌کار هالیوود کمک گرفت. آنها یک دفتر دایر به نام «استودیو سیکس پروداکشنز» (اشاره به شش دیپلمات) در استودیوی سانست گوور در بلوار سانست تأسیس کردند. این دفتر از فضای اداری‌ای استفاده می‌کرد که مایکل داگلاس بازیگر اخیراً در هنگام ساخت فیلم سندرم چین (۱۹۷۹) از آن استفاده کرده بود. اگر کسی برای بررسی روند تولید فیلم تماس بگیرد، به تماس‌های تلفنی با دفتر «استودیوی سیکس» در لس آنجلس پاسخ داده می‌شود. تبلیغات نمایشی برای فیلم آینده «استودیو سیکس» در نشریات هالیوود قرار گرفت و یکی از این روزنامه‌ها در اختیار کورا لیجک قرار گرفت تا آن را به‌عنوان بخشی از مطالب پوششی‌اش مراقبت کند. این گروه همچنین کارت‌های کسب‌وکار جعلی تهیه کردند، یک مهمانی فیلم در یک کلوپ شبانه در لس‌آنجلس برگزار کردند، و تبلیغات اولیه فیلم را در مجلات صنعتی ورایتی و هالیوود ریپورتر منتشر کردند. رابرت سایدل، دوست چمبرز و همچنین یک چهره‌پرداز، خود را به‌عنوان تهیه‌کننده فیلم در رویدادهای مرتبط جا زد، در حالی که همسرش جوآن خود را به‌عنوان مسئول پذیرش در «استودیو سیکس» جا زد. چمبرز بعداً به خاطر کمکش در عملیات مدال شایستگی هوش سازمان سیا را دریافت کرد.
اشتباهی در تاریخ‌گذاری ویزاها صورت گرفت، چرا که سال ایرانی از اعتدال بهار آغاز می‌شود. یکی از کارکنان سفارت کانادا هنگام بررسی مدارک متوجه این اشتباه شد. خوشبختانه، گذرنامه‌های اضافی درج شده بود، بنابراین مندز توانست مهرهای جدید ویزا را با تاریخ‌های تقویم ایرانی درج کند. با گذشت هفته‌ها از این آماده‌سازی، دیپلمات‌های آمریکایی به خواندن و بازی کردن، که عمدتاً ورق و اسکربل بود، رو آوردند. تیلور تلاش کرد تا پرسنل غیرضروری سفارت کانادا را بیرون کند. تیلور دیگران را برای انجام کارهای جعلی فرستاد، هم برای ایجاد الگوهای نامنظم و هم برای رسیدگی به رویه‌های فرودگاهی. به‌دلیل اینکه تماس‌های تلفنی مشکوک و سایر فعالیت‌ها نشان می‌داد که ممکن است پنهان‌کاری دیپلمات‌ها کشف شده باشد، تنش‌ها درحال افزایش بود.

## عملیات نجات
اوایل صبح یکشنبه ۲۷ ژانویه ۱۹۸۰، مندز، جانسون و شش دیپلمات آمریکایی که با گذرنامه‌های واقعی کانادایی و مدارک جعلی ورود به کشور سفر می‌کردند، به راحتی از امنیت فرودگاه بین‌المللی مهرآباد تهران عبور کردند. پس از تأخیر کوتاهی به‌دلیل مشکلات مکانیکی مک‌دانل داگلاس دی‌سی-۸–۶۲، گروه سوار بر پرواز ۳۶۳ سوئیس‌ایر (ثبت‌شده به: HB-IDL) به‌مقصد زوریخ، سوئیس شدند. به‌طور تصادفی، این هواپیما به نام آرگاو نام‌گذاری شد که این نام از کانتون آرگاو در شمال سوئیس گرفته شده‌بود. پس از فرود در زوریخ، شش دیپلمات توسط مأموران سیا به یک خانه امن کوهستانی برای شب برده شدند. در آنجا به آنها گفته شد که برای اهداف دیپلماتیک نمی‌توانند با مطبوعات صحبت کنند و تا زمانی که مسئله گروگان‌گیری حل نشود در مکانی مخفی در فلوریدا مخفی خواهند ماند. مندز و جانسون به مسیر خود به‌مقصد فرانکفورت، آلمان ادامه دادند، جایی که مندز گزارش پس از اقدامش را نوشت.
روز بعد، این ماجرا در مونترال، در مقاله‌ای که توسط ژان پلتیه، خبرنگار واشنگتنی برای روزنامهٔ لا پرسه نوشته شده بود، لو رفت و به‌سرعت توسط مطبوعات بین‌المللی مورد توجه قرار گرفت. سیا این شش دیپلمات را از سوئیس به پایگاه هوایی رامشتاین در آلمان غربی برد تا از طریق اقیانوس اطلس به پایگاه نیروی هوایی دوور در دلاور منتقل شوند.
هشت آمریکایی «کپر» یکشنبه ۶ دی ایران را ترک کردند. کانادایی‌ها در همان روز سفارت خود را بستند. سفیر تیلور و کارکنان باقی مانده به کانادا بازگشتند. شش دیپلمات آمریکایی در ۳۰ ژانویه ۱۹۸۰ وارد ایالات متحده شدند.
شش دیپلمات آمریکایی نجات‌یافته:

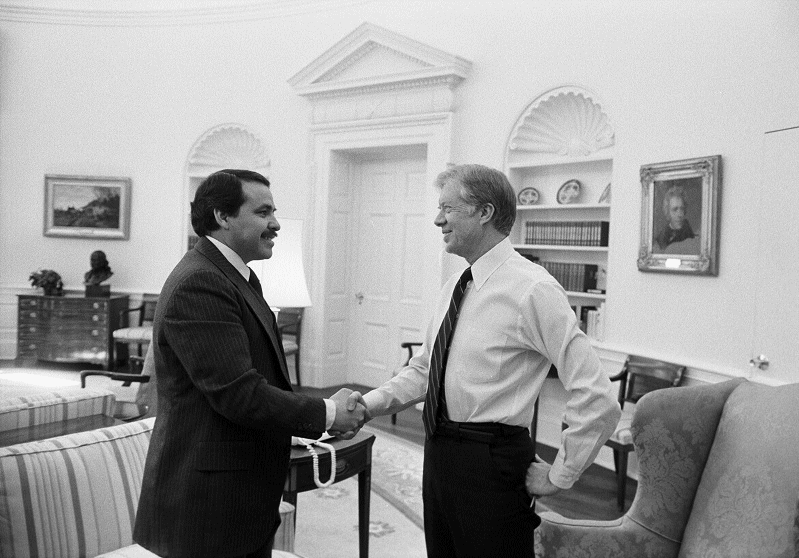
رئیس‌جمهور جیمی کارتر به مأمور تونی مندز به خاطر موفقیتش در عملیات آرگو تبریک می‌گوید

- رابرت جی. اندرس، ۵۴ ساله - افسر کنسولی
- مارک جی. لیجک، ۲۹ ساله - افسر کنسولی
- کورا ای لیجک، ۲۵ ساله - دستیار کنسولی
- هنری ال. شاتز، ۳۱ ساله - وابسته کشاورزی
- جوزف دی استافورد، ۲۹ ساله - افسر کنسولی
- کاتلین اف. استافورد، ۲۸ ساله - دستیار کنسولی

کانادایی‌هایی که در نجات شرکت داشتند، به نشان دستور کانادا دومین جایزه عالی غیرنظامی کانادا منصوب شدند. آنها شامل:
- سفیر تیلور و همسرش پاتریشیا تیلور
- افسر مهاجرت جان و همسرش زنا شیرداون
- مری کاترین اوفلارتی - افسر ارتباطات
- راجر لوسی - افسر سیاسی و دبیر اول سفارت کانادا.
- لورنا کتی دولیمور – منشی شخصی سفیر تیلور

زنا شیرداون، یک تابع بریتانیایی بود که در گویان متولد شده، بنابراین به‌طور معمول واجد شرایط دریافت این حکم نبود. فلورا مک‌دونالد مداخله کرد تا اطمینان حاصل کند که عضویت افتخاری به او داده می‌شود، او بعداً وقتی شهروند کانادا شد عضویتش به عضویت کامل تبدیل شد. سفیر تیلور متعاقباً توسط کنگره ایالات متحده آمریکا مدال طلای کنگره را به‌دلیل انتقادات کمک‌کننده‌اش به آمریکا دریافت کرد.
پلتیه برخی از حقایق مربوط به دیپلمات‌های فراری را قبل از ۲۸ ژانویه ۱۹۸۰ کشف کرده بود، اما او این داستان را منتشر نکرد. او می‌دانست که ایمنی افراد درگیر قضیه باید حفظ شود، گرچه این حقایق ارزش خبری زیادی برای روزنامه و نویسنده داشت. چندین سازمان خبری دیگر نیز برخی از عناصر داستان را در اختیار داشتند. مقاله پلتیه در ۲۹ ژانویه به محض اینکه متوجه شد گروگان‌ها ایران را ترک کرده‌اند منتشر شد. اما افشای این عملیات باعث شد که آمریکا مجبور شود به برنامه‌های خود برای اسکان مخفیانه شش آمریکایی پایان دهد، در حالی که نمایش گروگان‌گیری ادامه داشت. داستان آرگو منفجر شد، اما نقش سیا توسط هر دو دولت آمریکا و کانادا در آن زمان مخفی نگه داشته شد. آنها می‌خواستند امنیت گروگان‌های باقی‌مانده را تضمین کنند. دخالت کامل سیا تا سال ۱۹۹۷، زمانی که اسناد از حالت طبقه‌بندی خارج شدند، فاش نشد.
رئیس‌جمهور جیمی کارتر رسماً برای اهداف مذاکره اعلام کرده بود که همه دیپلمات‌های آمریکایی ناپدید شده گروگان گرفته شده‌اند، بنابراین اخبار مربوط به نجات شش نفر برای مردم کاملاً غافلگیرکننده بود. قدردانی آمریکا از اقدامات کانادایی‌ها به‌طور گسترده و توسط بسیاری از چهره‌های تلویزیونی آمریکایی و شهروندان عادی به نمایش گذاشته شد، که به‌ویژه از تیلور قدردانی می‌کردند. پرچم کانادا در بسیاری از نقاط در سراسر آمریکا به اهتزاز درآمد و تبلیغاتی در بیلبوردهای «ممنونم» منتشر شد.

## در فرهنگ عامه
در سال ۱۹۸۱ یک تله‌فیلم در مورد کپر کانادایی به‌نام فرار از ایران: کپر کانادایی به‌کارگردانی لامونت جانسون ساخته شد که در آن فیلم گوردون پینسنت نقش کنت دی تیلور را بازی می‌کرد. این فیلم در تورنتو و اطراف آن فیلمبرداری شد و محصول مشترک آمریکا و کانادا بود. یک کتاب مصور کودک در مورد این رخداد توسط برنده جایزه اریک هوفر در سال ۲۰۱۳ - لورا اسکندیفیو و استفن مک ایچرن، با عنوان فرار می‌کند نوشته شد.
فیلم آرگو براساس این رخداد ساخته شده که در تاریخ ۱۲ اکتبر ۲۰۱۲ در سینماهای آمریکای شمالی، اکران شد و موفقیت انتقادی و تجاری را درپیش داشت. در فیلم نقش جان شیرداون و همسرش زنا به‌خاطر هزینه و زمان حذف شد. این فیلم شامل عناصر حقیقت و تخیل است. به‌خصوص این فیلم عمدتاً روی نقشی سیا در این عملیات بازی کرد تمرکز دارد و نقش بسیار کانادایی‌ها و مشارکتشان در استراتژی و آماده‌سازی را کوچک کرده است. رئیس‌جمهور سابق جیمی کارتر در مصاحبه‌ای در سال ۲۰۱۳ علاوه‌بر یادآوری این نکته، فیلم را تحسین کرد. علاوه بر این، در این فیلم به اشتباه گفته شده است که شش دیپلمات آمریکایی توسط سفارت‌های بریتانیا و نیوزلند برگردانده شده‌اند. دیپلمات‌های آمریکایی قبل از اینکه مشخص شود که شبه‌نظامیان در جستجوی دیپلمات‌ها هستند و با سفارت انگلیس مقابله کرده‌اند، یک شب را در یک مجتمع دیپلماتیک بریتانیا گذراندند. همهٔ دیپلمات‌های درگیر در این قضیه توافق کردند که محل اقامت سفیر کانادا برای پناه دادن به آنها مناسب‌تر است. آرگو در هشتاد و پنجمین دوره جوایز اسکار در ۲۴ فوریه ۲۰۱۳ برنده سه اسکار از جمله بهترین فیلم شد.
رابرت رایت مورخ نیز در کتاب «مرد ما در تهران» (۱۳۸۹) به این رخدادها پرداخته است. یک فیلم مستند همراه به‌همین نام در سال ۲۰۱۳ منتشر شد. و مجموعه تلویزیونی مستند درام بریتانیایی محبوب چتری بریدن در خارج‌از کشور در سال ۲۰۱۴ این داستان را در ۹ قسمت به‌عنوان آرگوی واقعی در محوریت خود قرار داد.